# Balitora longibarbata
Balitora longibarbata är en fiskart som först beskrevs av Chen 1982.  Balitora longibarbata ingår i släktet Balitora och familjen grönlingsfiskar. IUCN kategoriserar arten globalt som livskraftig. Inga underarter finns listade.